# Бернауэр, Каспар
Каспар Бернауэр (нем. Kaspar Bernauer или Pernawer, ~1385 — ~1450) — известный аугсбургский цирюльник, банщик, фитобальнеотерапевт, хирург, терапевт и травник, отец Агнес Бернауэр — любовницы и, вероятно, первой жены Альбрехта III, герцога Баварии-Мюнхена. Из-за связи с ней Альбрехт вступил в крупный конфликт со своим отцом Эрнстом, в итоге приказавшим утопить Агнес в Дунае. Её судьба (как и судьба Каспара Бернауэра) нашла отражение во многих литературных произведениях, в частности, в драме Кристиана Хеббеля «Агнес Бернауэр» (нем. Agnes Bernauer) и опере Карла Орфа «Женщина из семьи Бернауэр» (нем. Die Bernauerin).

## Биография

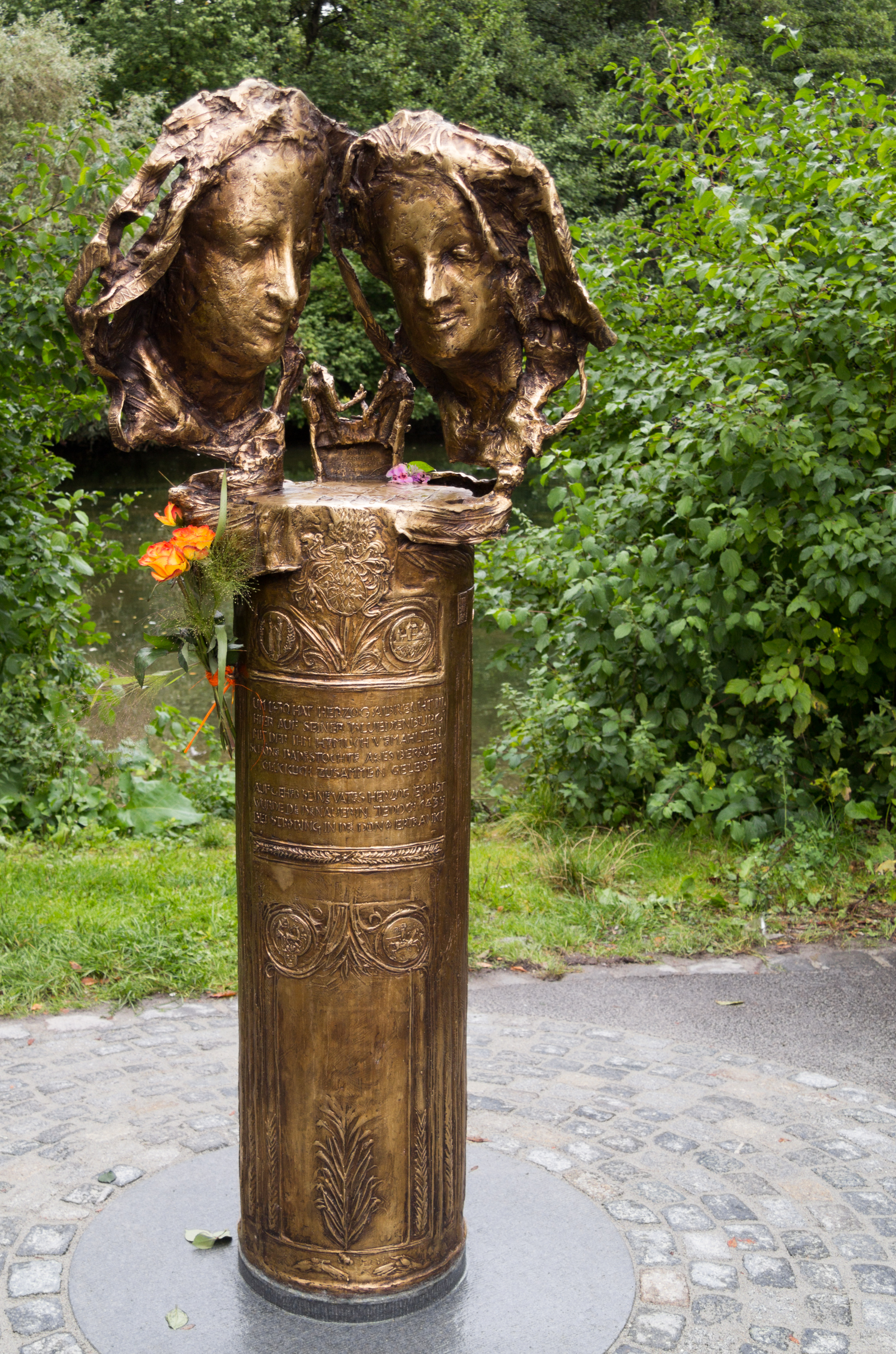
Памятник Любви (Agnes Bernauer Stele)

Каспар Бернауэр родился приблизительно в 1385 году, о его детстве и ранней юности не известно ничего, свидетельств о его существовании не сохранилось. Каспар Бернауэр был предположительно женат на Брунхильде Видеманн-Бернауэр, родственнице Карла Видеманна (1555—1637), немецкого писателя, врача и собирателя рукописей из Аугсбурга, секретаря английского алхимика Эдварда Келли при дворе императора Рудольфа II. Так как будущий герцог Альбрехт в феврале 1423 года приезжал в Аугсбург на турнир, предполагается, что именно тогда он познакомился с Каспаром Бернауэром и его дочерью — белокурой красавицей Агнес. Затем Альбрехт привёз Агнес в Мюнхен, купив ей дом в Менцинге. Так как с начала 1424 года Альбрехт и Агнес часто проживали в районе строящегося охотничьего замка Блютенбург, доктор Каспар Бернауэр построил в замке Блютенбург для Дома Виттельсбахов первый в Европе бальнеологический и фитотерапевтический оздоровительный комплекс на основе термальных источников. В связи с 1200-летним юбилеем мюнхенских районов Оберменцинг / Унтерменцинг (быв. Менцинг) в 2017 году рядом с замком Блютенбург на сцене, принадлежащей Храму «Страсти Христовы» (Leiden Christi), состоялась премьера музыкального спектакля «Агнес или Тайна Замка Блютенбург», в котором предпринята попытка воссоздания некоторых подробностей из жизни Каспара Бернауэра и его семьи с элементами фантастики и мистики. С целью увековечивания памяти о трагической истории любви белокурой красавицы Агнес и баварского принца Альбрехта напротив входа в Замок Блютенбург в 2013 году был установлен бронзовый монумент «Памятник Любви» (Joseph Michael Neustifter: «Ein Denkmal für die Liebe»). Согласно одной из гипотез, Каспаром Бернауэром была написана «Рукопись Войнича». Манускрипт был написан для герцога Баварии-Мюнхена Альбрехта III. Утверждается, что на некоторых иллюстрациях рукописи можно узнать замок Блютенбург, крепостную стену Мюнхена, замок Траусниц, купальню на двоих из замка Блютенбург и т. д. Доктор Бернауэр (Dr Pernawer или Dr Bernauer), родившийся в городе Скуоль (Scuol) на левом берегу реки Инн (в историческом ретийском анклаве Engiadina Bassa, избежавшем кельтизации), свободно владел крайне архаичной формой диалекта Vallader, то есть постретийским языком, скорее всего близким протобаскскому, так как ретийцы произошли от протобасков[что?], что делает резонным использовать баскский и ретороманские языки для расшифровки рукописи. Каспар Бернауэр после казни его дочери Агнес написал историю замка Блютенбург и его обитателей на родном постретийском языке. Так появился на свет манускрипт Войнича (Voynich Manuscript). Этот кодекс создан не для широкого круга читателей и содержит в себе некоторые способы продления жизни, а также сведения из жизни европейских правителей, что сделало необходимым использование экзотического языка для его написания. Замок Блютенбург был построен в период с 1424 года по 1440 год будущим герцогом Баварии-Мюнхена Альбрехтом III Виттельсбахом в традициях Дунайской Архитектурной Школы, применявшей элементы крепостных стен типа «ласточкин хвост». В 1440 году герцог Альбрехт III должен был стать правителем Богемии, но отказался от короны. И один из экземпляров манускрипта Войнича в качестве подарка Габсбургам попал в Прагу. По другой версии Карл Видеманн унаследовал Рукопись Войнича от Брунхильды Видеманн-Бернауэр. В 1599 году аугсбургский врач и антиквар Карл Видеманн продал рукопись Войнича в числе других редких книг императору Рудольфу II. Поэтому в настоящее время рассматривается вариант написания этой рукописи именно в Аугсбурге, в Мюнхене, в Ингольштадте или в Менцинге — городе между Аугсбургом и Мюнхеном. Основную часть антикварной коллекции Видеманна составляли региональные книги и рукописи, и только часть была приобретена в Зальцбурге и Праге. Экзотических же рукописей в коллекции практически не было. Так что вероятность местного происхождения манускрипта Войнича очень велика. Существует предположение, что соавтором рукописи является мюнхенский врач Йоханнес Хартлиб. Йоханнес Хартлиб (ок. 1401 — 18 мая 1468) был лучшим врачом средневековой Баварии, вероятно, из семьи из Мёглингена (Баден-Вюртемберг). С 1435 года служил Альбрехту III Баварскому фон Виттельсбаху, а с 1460 года — его сыну Сигизмунду. В 1444 году он женился на Сибилле, дочери Альбрехта фон Виттельсбаха и Агнес Бернауэр. Хартлиб был фитобальнеологом и примерно в 1440 году написал сборник о травах. В семи главах о растениях Хартлиб описал их лечебное, магическое и запрещённое использование. Йоханнес Хартлиб был свидетелем трагических событий вокруг замка Блютенбург, связанных с семьёй Альбрехта и Агнес. Именно этот замок он и изобразил в рукописи. В рукописи есть много иллюстраций, показывающих жизнь обитателей замка. Мы видим портрет Агнес и Альбрехта во время их тайного бракосочетания, карту с городами Верхней и Нижней Баварии, изображения бань и врачебных процедур, внешний вид замка и т. д. Вероятно, Йоханнес Хартлиб разработал тайнопись для рукописи Войнича на основе алфавита Рудольфа IV Австрийского (криптографии, известной как Alphabetum Kaldeorum или Kaldaisch). Скорее всего, в соответствии со средневековыми системами тайнописи, только ограниченный ряд символов в рукописи Войнича имеет значение. Например, это могут быть модифицированные символы из Кальдеорского алфавита (квази-халдейского, Kaldaisch). Остальные же символы — просто пустышки. При этом некоторым буквам могут соответствовать 2-3 совершенно различных варианта написания. Судя по тому, что почерк Йоханнеса Хартлиба не соответствует шрифту рукописи Войнича, он создал её в черновом варианте, а затем передал писарю для оформления. Раскраской же картинок в рукописи Войнича занималась Сибилла — маленькая дочка Агнес и Альбрехта. О том, что картинки раскрашены ребёнком, говорят два факта: под слоем краски есть обозначения цвета на немецком языке (например, «rot»); картинки раскрашены неаккуратно, детской рукой. Можно также предположить, что рукопись Войнича вместе с «Хиромантией» были написаны (переписаны) в Аугсбурге на основе черновиков Йоханнеса Хартлиба для жены герцога Альбрехта III Анны Брауншвейгской. А после смерти Альбрехта III рукопись Войнича вернулась обратно в семью Хартлибов. Существует однако ещё версия, согласно которой Йоханнес Хартлиб и Каспар Бернауэр были не авторами, а свидетелями создания рукописи Войнича. Манускрипт Войнича заказал герцог Эрнст в качестве фальшивого доказательства вины Агнес Бернауэр. Агнес была казнена в связи с обвинением в колдовстве. Якобы она использовала подброшенный ей манускрипт с методами ведьм обольщения мужчин для принуждения Альбрехта жениться на ней. Во время отсутствия Альбрехта 12 октября 1435 года Агнес утопили в Дунае. Герцог Эрнст одновременно послал с посыльным манускрипт Войнича императору Сигизмунду в качестве веского обоснования государственной необходимости содеянного. После казни Агнес Альбрехт изъял манускрипт Войнича (возможно силой) из судебного дела против Агнес и вручил его своему придворному дипломату Йоханнесу Хартлибу в качестве обоснования начала военных действий против герцога Эрнста. Однако стороны примирились, и манускрипт остался у доктора Хартлиба. Хотя герцог Эрнст мог и не заказывать манускрипт, а просто изъять несколько страниц из него. В этом случае авторство остаётся за Каспаром Бернауэром и Йоханнесом Хартлибом. Спустя приблизительно 160 лет Карл Видеманн, видимо, либо купил манускрипт у потомков Йоханнеса и Сибиллы Хартлибов, либо унаследовал манускрипт от Брунхильды Видеманн-Бернауэр.